# 苏珊库尔
苏珊库尔（法語：Suzannecourt，法語發音：[syzankuʁ]）是法国上马恩省的一个市镇，属于圣迪济耶区。

## 地理
苏珊库尔（48°26'41"N, 5°10'11"E）面积4.6 平方千米，位于法国大東部大區上马恩省，该省份为法国东北部内陆省份，北起马恩省和默兹省，西接奥布省，西南接科多尔省，东南接上索恩省，东临孚日省。
与苏珊库尔接壤的市镇（或旧市镇、城区）包括：茹安维尔、蒙特勒伊叙托南斯、普瓦松、圣于尔班-马孔库尔、托南斯莱茹安维尔。

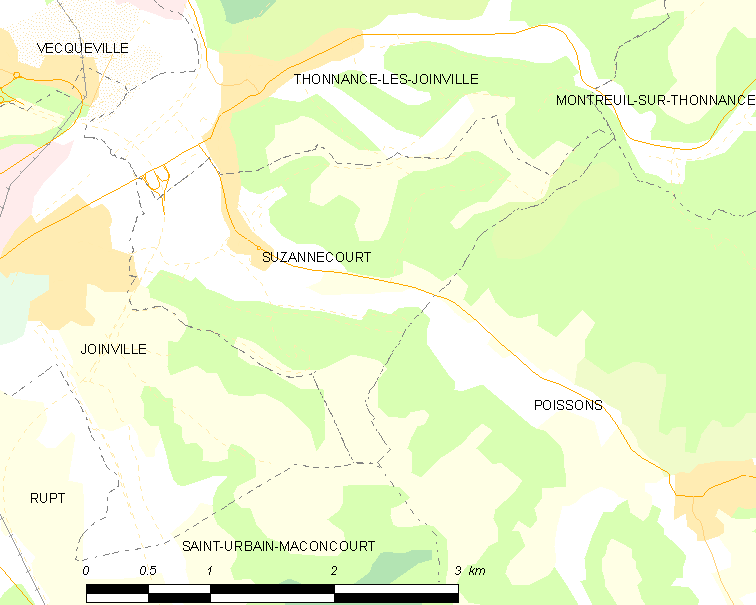
苏珊库尔的OSM定位图

苏珊库尔的时区为UTC+01:00、UTC+02:00（夏令时）。

## 行政
苏珊库尔的邮政编码为52300，INSEE市镇编码为52484。

## 政治
苏珊库尔所属的省级选区为茹安维尔县。

## 人口

1962-2008年间苏珊库尔人口变化图示

苏珊库尔于2022年1月1日时的人口数量为361人。